# 韓光曙
韓光曙（1552年—？），字明伯，直隸蘇州衛人，官籍，明朝政治人物。

## 生平
萬曆十年（1582年）壬午科應天府鄉試第一百五名，萬曆十一年（1583年）癸未科會試第二百十三名，登三甲第一百零七名進士。都察院觀政，本年授行人，丁憂，十七年復除原职，十九年选授兵部主事，二十三年升员外郎，二十五年升兵部郎中，二十六年五月升湖广布政司右参议，二十九年升贵州按察司副使，三十二年九月改提督本省学政，三十三年丁憂，三十五年正月考察調簡，三十六年補廣東副使。

## 家族
曾祖韓洪，曾任百戶；祖父韓璋；父韓譯。母周氏。重庆下。兄光顯。弟光輔、光裕、光霁、光發。